# La morte mi attende
La morte mi attende è un film statunitense diretto da Vincent Sherman nel 1941 e distribuito in Italia nel 1953.

## Trama
Un insegnante di filosofia ha solo sei mesi di vita perché affetto da un aneurisma ed elabora una teoria secondo cui, con l'intento di rendersi utile alla società, si trasforma in un giustiziere uccidendo una donna che ha rovinato la famiglia di un pittore suo amico. Confessa il suo delitto, viene processato e condannato alla sedia elettrica ma vorrebbe fuggire per non essere giustiziato. Quando viene a sapere che il suo esempio ha indotto un altro giovane a farsi giustizia da sé, decide però di subire la condanna e scrive una lettera per chiedere perdono e rinnegare la sua teoria.